# Skottdramat i Kungälv
Skottdramat i Kungälv inträffade den 4 mars 1961 under en skoldans i Kungälvs läroverk (numera Thorildskolan), i centrala Kungälv i södra Bohuslän. Sju ungdomar skadades av de 15 skott gärningsmannen avlossade, varav en avled av skadorna. Detta var den första skolskjutningen i Sverige.
Minnet av den dödade Per Håkan Altvall hålls levande i Kungälv genom ett stipendium som "årligen utdelas till en eller ett flertal elever som gjort sig kända för gott kamratskap och elevsociala insatser".

## Händelseförloppet och gärningsmannen
Vid 23:30-tiden 4 mars 1961 dansade ett stort antal ungdomar i skolans gymnastiksal. Under sista dansen steg den 17-årige gärningsmannen Ove Conry Andersson in, drog upp en pistol och började skjuta vilt omkring sig. Ungdomarna sökte skydd under stolarna samt under en flygel. Sju ungdomar skadades, varav den 18-årige Per Håkan Altvall så allvarligt att han senare avled. Offret hade träffats i magen av skotten. De skadade fördes först till ett klassrum och sedan till Kungälvs lasarett. Polisen i Kungälv jagade gärningsmannen hela natten på vägen mot Ytterby, dit han förmodades ha flytt, samt begärde förstärkning både från Ytterby och Göteborg. Detta var Västsveriges dittills största polispådrag. 50 poliser med spårhundar var ute och letade hela natten.
Morgonen därpå strax före klockan åtta kom gärningsmannen självmant till polisen. Det var en något äldre arbetskamrat som körde dit honom. Ett par timmar senare hade den 17-årige gärningsmannen detaljrikt och beredvilligt berättat allt om händelseförloppet, som innehöll ett bråk med en bekant amatörboxare som var på dansen. Det började "på skoj" men spårade ur och Andersson och boxaren bestämde att de skulle "göra upp" utanför. Därefter hämtade Andersson pistolen hos en kamrat och gick tillbaka till dansen.
Gärningsmannen berättade också att han hade druckit alkohol och sett en ishockeymatch på TV före dådet, och ansåg sig ha påverkats av våld i cowboyfilmer och främst dåtidens stora TV-serie Bröderna Cartwright. Detta ledde till den första motionen i Sveriges riksdag om att utreda filmvåldet, samt en radiodebatt i programmet "Tidsspegeln" med rubriken "Kan vi skylla på Cartwrights?".
Den 6 mars hölls en sorgestund för den dödade Per Altvall vid läroverket i Kungälv. Hela skolan samlades i gymnastiksalen där skottdramat hade utspelat sig. 

## Eftermäle
Gärningsmannen dömdes inte till fängelse. Rättspsykiatrerna i likhet med Medicinalstyrelsen ansåg att han var sinnessjuk och behövde vård. Han ansågs ha drabbats av ett "patologiskt rus", ett sjukligt beteende som orsakats av berusning av en mindre mängd alkohol. Mindre än fyra år efter skottdramat hade han både hustru och barn. Sedan dess levde Conry Andersson som skötsam medborgare i Kungälv fram till sitt självmord den 12 augusti 2008.
1979 gav Kungälvsbaserade dansbandet Streaplers ut en cover ("Jag hatar måndan") av Boomtown Rats låt "I Don't Like Mondays". Låten handlar om en skolskjutning och sjungs ovanligt nog av bandets trummis Bjarne Lundqvist, som är jämngammal med Ove Conry Andersson.. 
Per Altvalls mor Essie berättade 1995 i en intervju med Dagens Nyheter att hon förlät gärningsmannen samt hade haft kontakt med Anderssons mor redan innan begravningen.
2024 gav artisten Marcus Berggren, som vuxit upp i Kungälv ut albumet "Intresse för Cowboyliv". Han uppger att albumtiteln är ett citat av skolskjutaren Ove Conry Andersson.  